# 50728 Catherinestevens
50728 Catherinestevens è un asteroide della fascia principale. Scoperto nel 2000, presenta un'orbita caratterizzata da un semiasse maggiore pari a 2,9923316 au e da un'eccentricità di 0,0866235, inclinata di 2,80583° rispetto all'eclittica.